# Sound Recorder
Sound Recorderは、Linux向けの音声録音のためのアプレット（ソフトウェア）である。特に、GNOMEデスクトップ用に開発されているが、必要なライブラリをインストールすれば、CinnamonやMATE、Xfceなど他のデスクトップ環境でも動作する。

## 機能・特徴
グラフィカルな操作で扱うことが可能なアプレット。システムの内部音声あるいは接続された外部マイクロフォンの音声を簡単に録音することができる。また、録音された音声を直接再生する機能も付属している。
Sound Recorderがサポートする音声フォーマットは、Ogg、MP3、FLACなどである。

## インストールに必要な主なパッケージ
- gir
- gstreamer
- gtk+

## ライセンス
Sound Recorderは、GNU General Public Licenseでリリースされている。